# Diocesi di San Jose de Antique
La diocesi di San Jose de Antique (in latino: Dioecesis Sancti Iosephi de Antiquonia) è una sede della Chiesa cattolica nelle Filippine suffraganea dell'arcidiocesi di Jaro. Nel 2022 contava 493.600 battezzati su 696.200 abitanti. È retta dal vescovo Marvyn Abrea Maceda.

## Territorio
La diocesi comprende la provincia filippina di Antique sull'isola di Panay.
Sede vescovile è la città di San Jose de Antique, dove si trova la cattedrale di San Giuseppe Lavoratore.
Il territorio si estende su 2.552 km² ed è suddiviso in 25 parrocchie.

## Storia
La prelatura territoriale di San Jose de Antique fu eretta il 24 marzo 1962 con la bolla Novae cuiusque di papa Giovanni XXIII, ricavandone il territorio dall'arcidiocesi di Jaro.
Il 15 novembre 1982 la prelatura territoriale è stata elevata a diocesi con la bolla Cum Decessores di papa Giovanni Paolo II.

## Cronotassi dei vescovi
Si omettono i periodi di sede vacante non superiori ai 2 anni o non storicamente accertati.
- Henricus Cornelius De Wit, M.H.M. † (12 aprile 1962 - 9 agosto 1982 dimesso)
- Raul José Quimpo Martirez † (5 gennaio 1983 - 16 marzo 2002 dimesso)
- Romulo Tolentino de la Cruz † (16 marzo 2002 - 14 maggio 2008 nominato vescovo di Kidapawan)
- Jose Romeo Orquejo Lazo (21 luglio 2009 - 14 febbraio 2018 nominato arcivescovo di Jaro)
- Marvyn Abrea Maceda, dal 7 gennaio 2019

## Statistiche
La diocesi nel 2022 su una popolazione di 696.200 persone contava 493.600 battezzati, corrispondenti al 70,9% del totale.
| anno | popolazione | popolazione | popolazione | presbiteri | presbiteri | presbiteri | presbiteri                | diaconi | religiosi | religiosi | parrocchie |
| anno | battezzati  | totale      | %           | numero     | secolari   | regolari   | battezzati per presbitero | diaconi | uomini    | donne     | parrocchie |
| ---- | ----------- | ----------- | ----------- | ---------- | ---------- | ---------- | ------------------------- | ------- | --------- | --------- | ---------- |
| 1970 | 212.000     | 311.878     | 68,0        | 50         | 1          | 49         | 4.240                     |         | 49        | 45        |            |
| 1980 | 245.500     | 348.000     | 70,5        | 40         | 10         | 30         | 6.137                     |         | 31        | 59        | 24         |
| 1990 | 289.636     | 412.000     | 70,3        | 44         | 24         | 20         | 6.582                     |         | 26        | 49        | 24         |
| 1999 | 304.678     | 431.713     | 70,6        | 44         | 35         | 9          | 6.924                     |         | 14        | 95        | 24         |
| 2000 | 318.822     | 453.245     | 70,3        | 46         | 37         | 9          | 6.930                     |         | 14        | 96        | 24         |
| 2002 | 336.186     | 479.761     | 70,1        | 48         | 38         | 10         | 7.003                     |         | 16        | 93        | 24         |
| 2003 | 344.311     | 491.635     | 70,0        | 37         | 27         | 10         | 9.305                     |         | 16        | 95        | 24         |
| 2004 | 358.010     | 511.196     | 70,0        | 38         | 27         | 11         | 9.421                     |         | 19        | 95        | 24         |
| 2010 | 405.000     | 574.000     | 70,6        | 44         | 34         | 10         | 9.204                     |         | 16        | 63        | 24         |
| 2014 | 436.000     | 618.000     | 70,6        | 50         | 43         | 7          | 8.720                     |         | 14        | 65        | 25         |
| 2017 | 457.820     | 648.370     | 70,6        | 54         | 47         | 7          | 8.478                     |         | 13        | 87        | 25         |
| 2020 | 479.140     | 678.500     | 70,6        | 58         | 53         | 5          | 8.261                     |         | 14        | 87        | 25         |
| 2022 | 493.600     | 696.200     | 70,9        | 59         | 54         | 5          | 8.366                     |         | 14        | 87        | 25         |